# سانتا ماريا دو توكانتينس
سانتا ماريا دو توكانتينس (بالبرتغالية: Santa Maria do Tocantins‏)؛ بلدية في ولاية توكانتينز في المنطقة الشمالية من البرازيل.